# Кумское водохранилище
Кумское водохрани́лище — искусственный водоём на реках Ковда, Софьянга и Кундозерка в Лоухском районе на севере Республики Карелия России. Высота над уровнем моря: по одним данным — 109,5 м, по другим — 109 м.
Водохранилище образовано в 1960—1961, при строительстве плотины Кумской ГЭС.
Включает в себя несколько озёр: Топозеро, Пяозеро, Кундозеро, а также реки Софьянга, Ковда.
Постановлением Правительства России в 1992 году на северо-западном берегу водохранилища образован Национа́льный парк «Па́анаярви».

## Основные характеристики
- Полный объём 32,3 км³, полезный объём 8,73 км³[1].
- Площадь зеркала 1930 км²[1].
- Уровень водохранилища колеблется в пределах 2 метров.
- Осуществляет сезонное регулирование стока.
- При создании водохранилища было затоплено 760 га сельхозугодий, перенесено 200 строений.

## Хозяйственное значение
- Энергетика
- Водоснабжение
- Лесосплав
- Рыболовство (ряпушка, хариус, палия, щука, сиг, кумжа, европейская корюшка)

## Ссылки

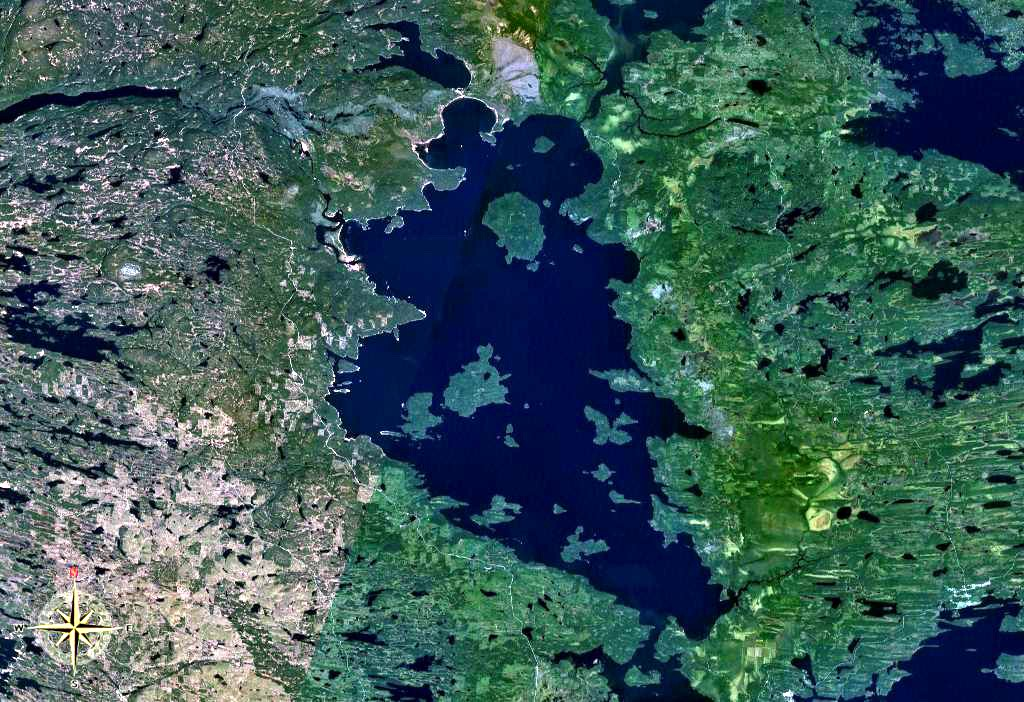
Северная часть: Пяозеро, Ципринга, часть Кундозеро

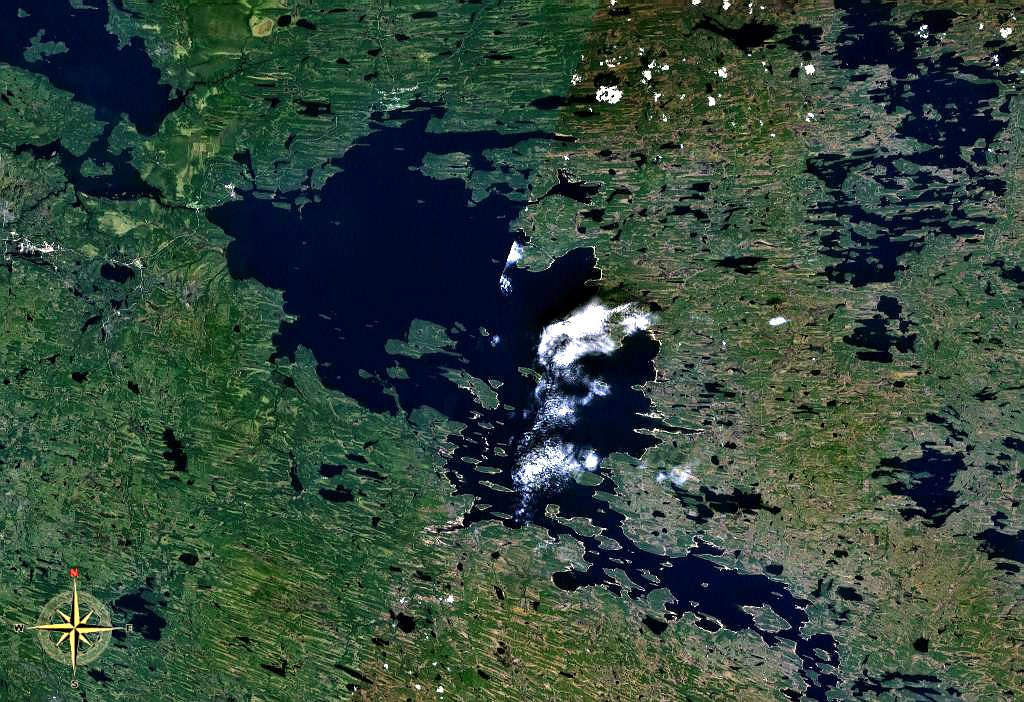
Южная часть: Топозеро